# I. e. 336
Évszázadok: i. e. 5. század – i. e. 4. század – i. e. 3. század
Évtizedek: i. e. 380-as évek – i. e. 370-es évek – i. e. 360-as évek – i. e. 350-es évek – i. e. 340-es évek – i. e. 330-as évek – i. e. 320-as évek – i. e. 310-es évek – i. e. 300-as évek – i. e. 290-es évek – i. e. 280-as évek
Évek: i. e. 341 – i. e. 340 – i. e. 339 – i. e. 338 –  i. e. 337 – i. e. 336 – i. e. 335 – i. e. 334 – i. e. 333 – i. e. 332 – i. e. 331

## Események

### Perzsa Birodalom
- A fiatal Arszesz király egyre nehezebben tűri, hogy Bagóasz főminiszter irányítsa és megpróbálja megmérgezni; ehelyett a vezír  gyilkolja meg őt és egész családját.
- Bagóasz új, könnyebben irányítható uralkodót keres. Választása a királyi család egy távolabbi rokonára, Artasatára esik, aki III. Dareiosz néven lép trónra. Dareiosz hamarosan megpróbálja lerázni magáról Bagóasz felügyeletét, aki őt is megpróbálja megmérgezni, de a királyt figyelmeztetik és megitatja a miniszterrel a mérget.

### Görögország
- Alexandrosz (Nagy Sándor) visszatér féléves száműzetéséből Makedóniába, de trónörökösi helyzete bizonytalan marad.
- A makedónok megkezdik a kis-ázsiai felszabadító hadjáratot a perzsák ellen. II. Philipposz hadvezére, Parmenión tízezer emberrel átkel a Hellészpontoszon, de a Rodoszi Memnón vezette perzsa csapatok visszaverik őket.
- II. Philipposz makedón királyt a lánya, Kleopátra esküvőjén meggyilkolja testőre, Pauszaniasz. Utóda a trónon fia, III. Alexandrosz. Philipposz hadvezérei közül Antipatrosz és Parmenión is biztosítja Alexandrosz utódlását és segítik potenciális trónkövetelő rokonainak (mint IV. Amüntasz) és riválisainak meggyilkolásában. Alexandrosz anyja, Olümpiasz megöleti Philipposz utolsó feleségét Eurüdikét, annak két csecsemőkorú gyerekét és nagybátyját, a befolyásos Attaloszt.
- Alexandrosz lever egy makedóniai lázadást és illírek felkelését, majd Thébaiban fogadja a város meghódolását. Ezután Korinthoszban a görögök megválasztják a kis-ázsiai perzsaellenes haderő parancsnokává.
- Athénben sorozást vezetnek be, a fiatal férfiaknak katonai és polgári szolgálatot kell teljesíteniük.
- Athénben Aiszkihinész bíróság elé viszi Ktésziphónt, mert az javasolta, hogy Démoszthenésznek a város szolgálatáért adományozzanak egy arany koronát.

### Róma
- Lucius Papirius Crassust és Caeso Duilliust választják consullá. Győztes csata a sidicinusok és az ausonok ellen.[1]

## Halálozások
- II. Philipposz makedón király
- IV. Amüntasz makedón király
- IV. Artaxerxész perzsa király
- Attalosz, II. Philipposz hadvezére
- Bagóasz perzsa nagyvezír
- Eurüdiké, II. Philipposz felesége

## Fordítás
- Ez a szócikk részben vagy egészben  a(z)   336 BC című angol Wikipédia-szócikk ezen változatának fordításán alapul.  Az eredeti cikk szerkesztőit annak laptörténete sorolja fel. Ez a jelzés csupán a megfogalmazás eredetét és a szerzői jogokat jelzi, nem szolgál a cikkben szereplő információk forrásmegjelöléseként.